# Сидорово (Бокситогорський район)
Сидорово (рос. Сидорово) — присілок Бокситогорського району Ленінградської області Росії. Входить до складу Радогощинського сільського поселення.
Населення — 29 осіб (2012 рік). 